# 翁梅斋墓
翁梅斋墓，位于中国广东省揭阳市揭东区地都镇，为揭东区文物保护单位，类型为古墓葬，公布时间为1988年。
翁梅斋墓的历史年代为明嘉靖廿九年。